# Pohár ministra národní obrany 1970
Pohár ministra národní obrany se konal od 3.. do 14. srpna 1970 v Jihlavě. Zúčastnila se tři mužstva, která se utkala tříkolovím systémem každý s každým.

## Výsledky a tabulka
|    |                  | TCHB           | TCHA           | JIH            | V | R | P | Skóre | B |
| 1. | Československo B | ***            | 4:4, 11:2, 3:4 | 5:4, 15:1, 8:3 | 4 | 1 | 1 | 46:18 | 9 |
| 2. | Československo A | 4:4, 2:11, 4:3 | ***            | 10:2, 8:2, 7:2 | 4 | 1 | 1 | 35:24 | 9 |
| 3. | Dukla Jihlava    | 4:5, 1:15, 3:8 | 2:10, 2:8, 2:7 | ***            | 0 | 0 | 6 | 14:53 | 0 |

 Československo A -  Československo B  4:4 (3:1, 0:1, 1:2)
3. srpna 1970 – Jihlava

Branky Československa A: Jiří Holík, Jan Hrbatý, Petr Otte, Václav Nedomanský.

Branky Československa B: 2x Ivan Hlinka, Jiří Kochta, Oldřich Machač.

Rozhodčí: Rudolf Baťa (TCH), Quido Adamec (TCH)

Vyloučení: 7:8 (využití 0:1) toho Jaroslav Holík  na 5 minut a Ľubomír Ujváry na 10 minut oba (ČSSR A).
 Československo B -  Dukla Jihlava  5:4 (1:3, 3:1, 1:0)
4. srpna 1970 – Jihlava

Branky Československa B: 2x Milan Mrukvia, 2x Milan Kajkl, Eduard Novák.

Branky Dukly Jihlava: 3x Jan Klapáč, Heyduk.

Rozhodčí: Rudolf Baťa (TCH), Richard Hajný (TCH)

Vyloučení: 7:7 (využití 2:1, v oslabení 1:0)
 Československo A -  Dukla Jihlava  10:2 (2:1, 5:0, 3:1)
6. srpna 1970 – Jihlava

Branky Československa A: 3x Jiří Holík, 2x Bohuslav Ebermann, Jan Hrbatý, František Ševčík, Milan Kužela, Jaroslav Holík, Miroslav Klapáč.

Branky Dukly Jihlava: 2x František Vorlíček.

Rozhodčí: Rudolf Baťa (TCH), Richard Hajný (TCH)

Vyloučení: 4:2 (využití 1:0)
 Československo B -  Československo A  11:2 (1:0, 5:1, 5:1)
7. srpna 1970 – Jihlava

Branky Československa B: 2x Jaroslav Jiřík, 2x Jiří Janák, 2x Richard Farda, 2x Bohuslav Šťastný, Eduard Novák, Josef Augusta, Jiří Kochta.

Branky Československa A: 2x Václav Nedomanský.

Rozhodčí: Rudolf Baťa (TCH), Richard Hajný (TCH)

Vyloučení: 5:10 (využití 0:1) z toho Jan Suchý na 10 minut za nesportovní chování.
 Československo B -  Dukla Jihlava  15:1
?. srpna 1970 – Jihlava

Branky Československa B: ???

Branky Dukly Jihlava: ???

Rozhodčí: ???

Vyloučení: ???
 Československo A -  Dukla Jihlava 8:2 (2:0, 2:0, 4:2)
10. srpna 1970 – Jihlava

Branky Československa A: 2x František Ševčík, 2x Václav Nedomanský, Petr Otte, Július Haas, František Pospíšil, Jan Suchý.

Branky Dukly Jihlava: Jaromír Hanačík, Petr Zelenka.

Rozhodčí: Aleš Pražák (TCH), Zdeněk Kořínek (TCH)

Vyloučení: 8:5 (využití 0:1) z toho Ladislav Šmíd na 10 minut za nesportovní chování.
 Československo A -  Československo B  4:3 (1:0, 2:2, 1:1)
12. srpna 1970 – Jihlava

Branky Československa A: 2x František Ševčík, 2x Václav Nedomanský.

Branky Československa B: Ivan Hlinka, Vladimír Martinec, Jaroslav Jiřík.

Rozhodčí: Zdeněk Kořínek (TCH), Bradáč (TCH)

Vyloučení: 0:5 (využití 2:0)
 Československo B -  Dukla Jihlava 8:3 (2:0, 3:3, 3:0)
13. srpna 1970 – Jihlava

Branky Československa B: 2x Vladimír Martinec, Milan Mrukvia, Jaroslav Jiřík, Oldřich Machač, Ivan Hlinka, Jiří Kochta, Jiří Neubauer.

Branky Dukly Jihlava: Jaroslav Mec, Jan Balun, Jiří Janák.

Rozhodčí: Milan Vidlák (TCH), Michal Bucala (TCH)

Vyloučení: 5:7 z toho Josef Horešovský na 5 minut za zranění protiháče a Jaromír Hanačík na 10 minut za nesportovní chování.
 Československo A -  Dukla Jihlava 7:2 (1:1, 1:1, 5:0)
14. srpna 1970 – Jihlava

Branky Československa A: 2x Jaroslav Holík, 2x Bohuslav Ebermann, Július Haas, František Ševčík, Jan Suchý. 

Branky Dukly Jihlava: Václav Honc, Novák.

Rozhodčí: Milan Vidlák (TCH), Michal Bucala (TCH)

Vyloučení: 5:5